# Іодко Панталіон Вікентійович
Панталіон Вікентійович Іодко (нар. 1824 – пом. 1891) — російський архітектор.

## Життєпис
Панталіон Вікентійович Іодко народився 1824 року. Здобув освіту в Петербурзькому будівельному училищі, яке закінчив у 1847 році, отримавши звання архітекторського помічника з правом на чин XIV класу. Після навчання працював у правлінні І-го округу Міністерства шляхів сполученнь. В 1850—1860 роках служив помічником архітектора у Волинській губернській будівельній і шляховій комісії, де займався спорудженням мостів і казенних будівель. У 1860—1862 роках був у штаті Самарської шляхової і будівельної комісії.
З 1862 року працював в Одесі на посадах архітектора послідовно: Рішельєвського ліцею, Імператорського Новоросійського університету і Одеського навчального округу.
В середині 1870-х років мешкав у будинку Інституту шляхетних дівчат на вул. Мечнікова, 34.
В 1874—1878 роках обіймав посаду Херсонського єпархіального архітектора, в 1879—1882 роках — міського архітектора Ізмаїла, надалі п'ять років служив Олонецьким губернським архітектором.
У 1884—1887 роках займав посаду у Технічно-Будівельному комітеті. У 1887 році пішов у відставку і повернувся до Одеси, де виконував приватні замовлення.
Вмер весною 1891 року. Був похований на Першому Християнському цвинтарі. 1937 року комуністичною владою цвинтар було зруйновано. На його місці був відкритий «Парк Ілліча» з розважальними атракціонами, а частина була передана місцевому зоопарку. Нині достеменно відомо лише про деякі перепоховання зі Старого цвинтаря, а дані про перепоховання Іодка відсутні.

## Проекти
П. Іодко працював у стилі історизму, зокрема неоренесансу, неоготики і російсько-візантійського стильового напрямку. На Півдні України за його проектами побудовані декілька культових споруд. В Миколаєві він перебудував штурманське училище. 
В Одесі за його проектами були побудовані Астрономічна обсерваторія, будинки на вулицях Старопортофранківській, Коблевській, триповерховий флігель консисторії у дворі садиби на Софіївській та багато інших споруд. Частина будівель не збереглась.
Перелік будівель в Одесі, побудованих П. Іодко:
- Астрономічна обсерваторія, арх. К. Могильницький, П. Іодко, 1870 – 1871 рр.[3]. Щойно виявлена пам'ятка[7];
- Власний будинок, 1874 р. Старопортофранківська вул. або вул. Мечнікова[3] (адреса потребує архівного уточнення);
- Двоверховий будинок Веліканова, 1875 р., вул. Коблевська, 17-19[3]. Пам'ятка історії № 365-Од[7];
- Двоверховий будинок Зимарта, 1875 р., на розі Гульової і Дігтярної[3] (адреса потребує архівного уточнення);
- Триповерховий флігель консисторії, 1875 р., Софіївська, 7 (на подвір'ї садиби)[3];
- Духовне училище Петропавлівської церкви, 1876 р., вул. Олександра Кутузакія, 1[3] (не збереглось);
- Головний корпус єпархіального училища (спільно з В. Ф. Маасом), 1876 р., Успенська вул., 4[3]. Пам'ятка архітектури № 875/2-Од[7];
- Двоповерховий з мансардою будинок і флігель Кліера, 1891 р., вул. Болгарська № 51[3] (адреса потребує архівного уточнення);
- Житловий будинок, 1891 р., вул. Чорономорського Козацтва, 2[3];
- Житловий будинок, 1891 р., вул. Богдана Хмельницького, 48[3] (адреса потребує архівного уточнення);
- Триповерховий будинок Мишурищенка, 1891 р. Пастера, 26 / Ольгіївська[3] (адреса потребує архівного уточнення);
- Житловий будинок, 1891 р. (завершений М. Г. Рейнгерцем), вул. Пастера, 20[8] (можливо теж саме, що будинок Мищурищенка).
- Будинок Даховської, 1890-і рр., вул. Пастера, 22 [3]. Пам'ятка архітектури № 626-Од[7];

## Галерея

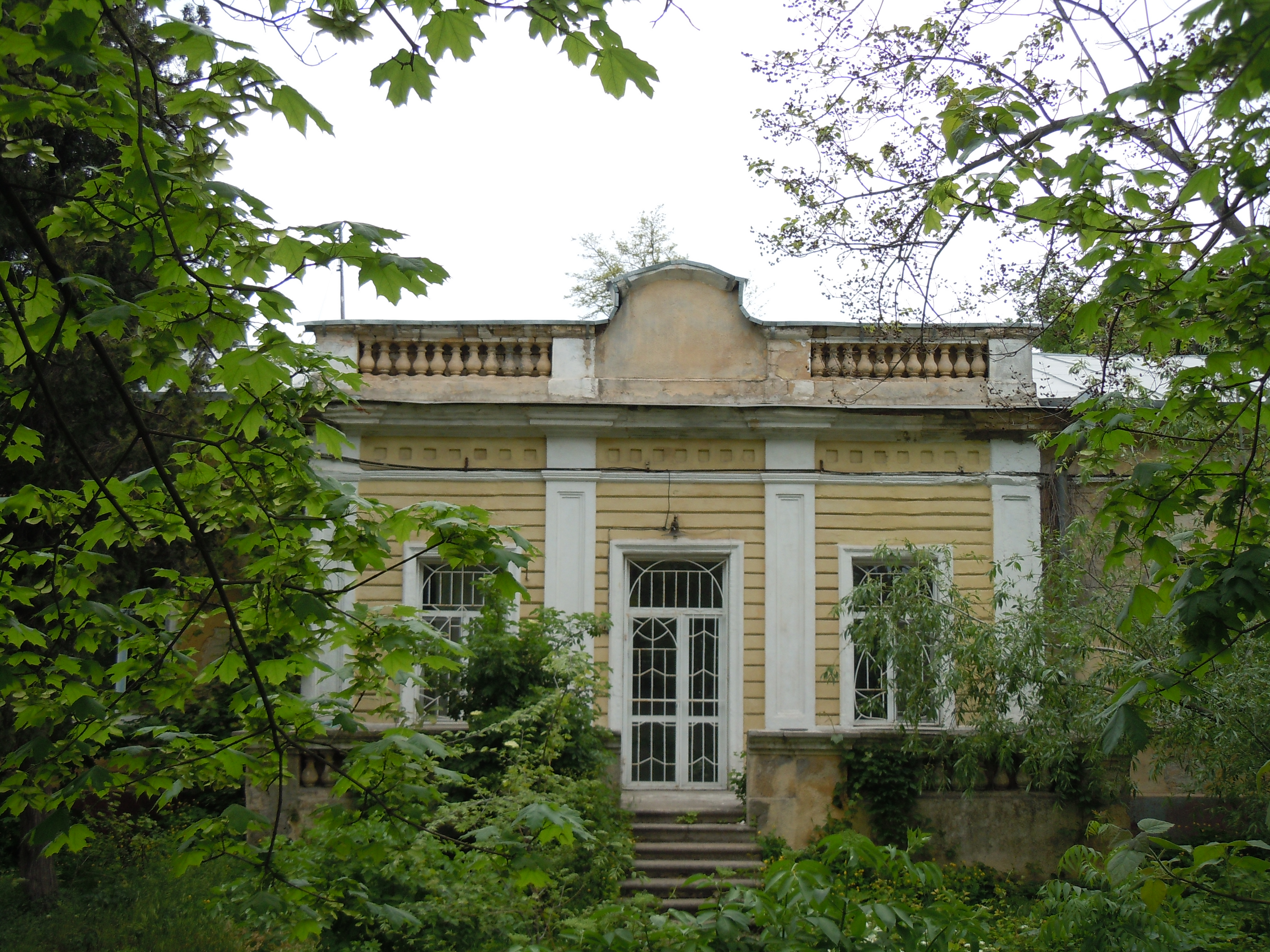
Астрономічна обсерваторія, 1870 – 1871
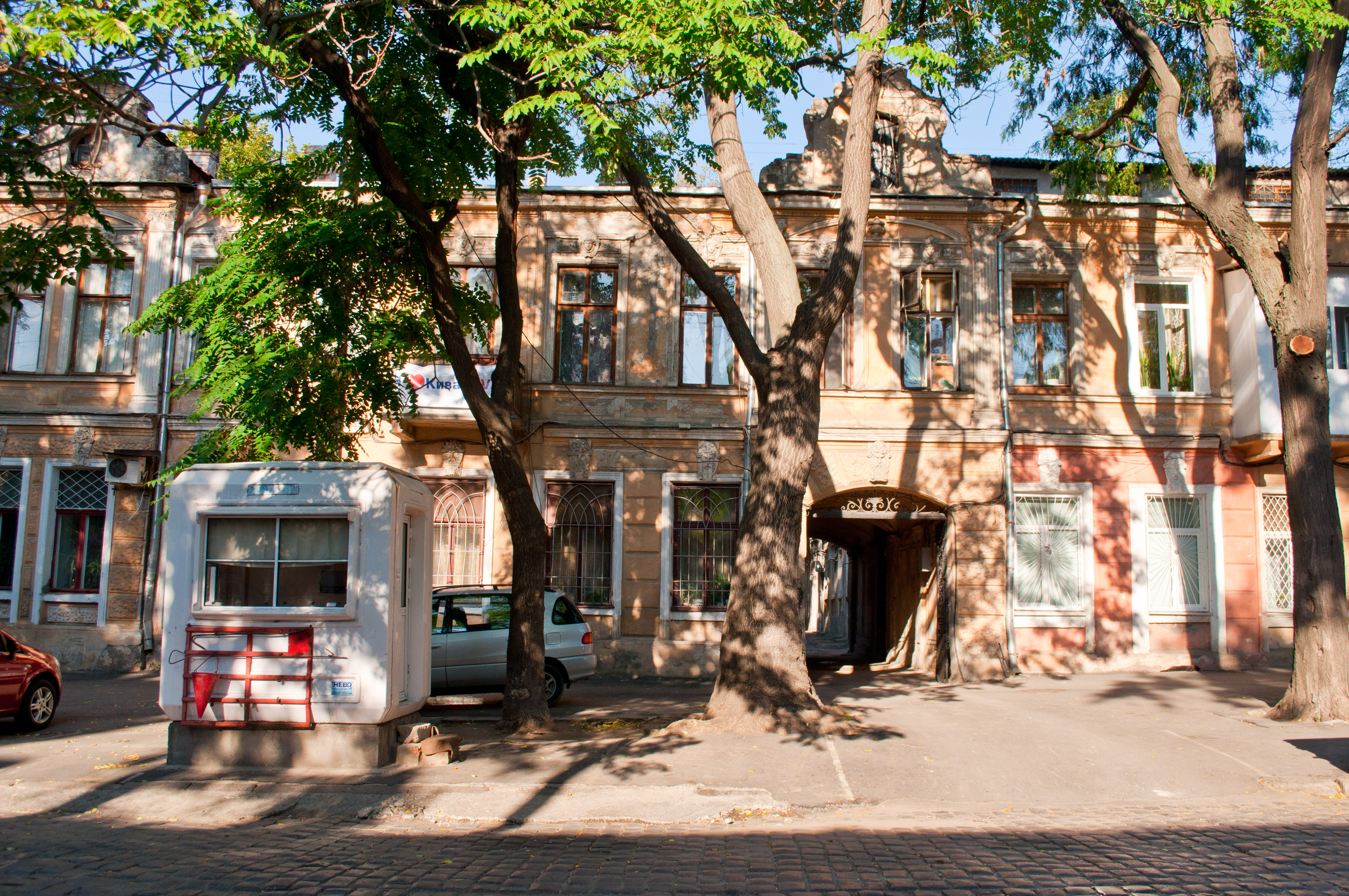
Будинок Веліканова, 1875
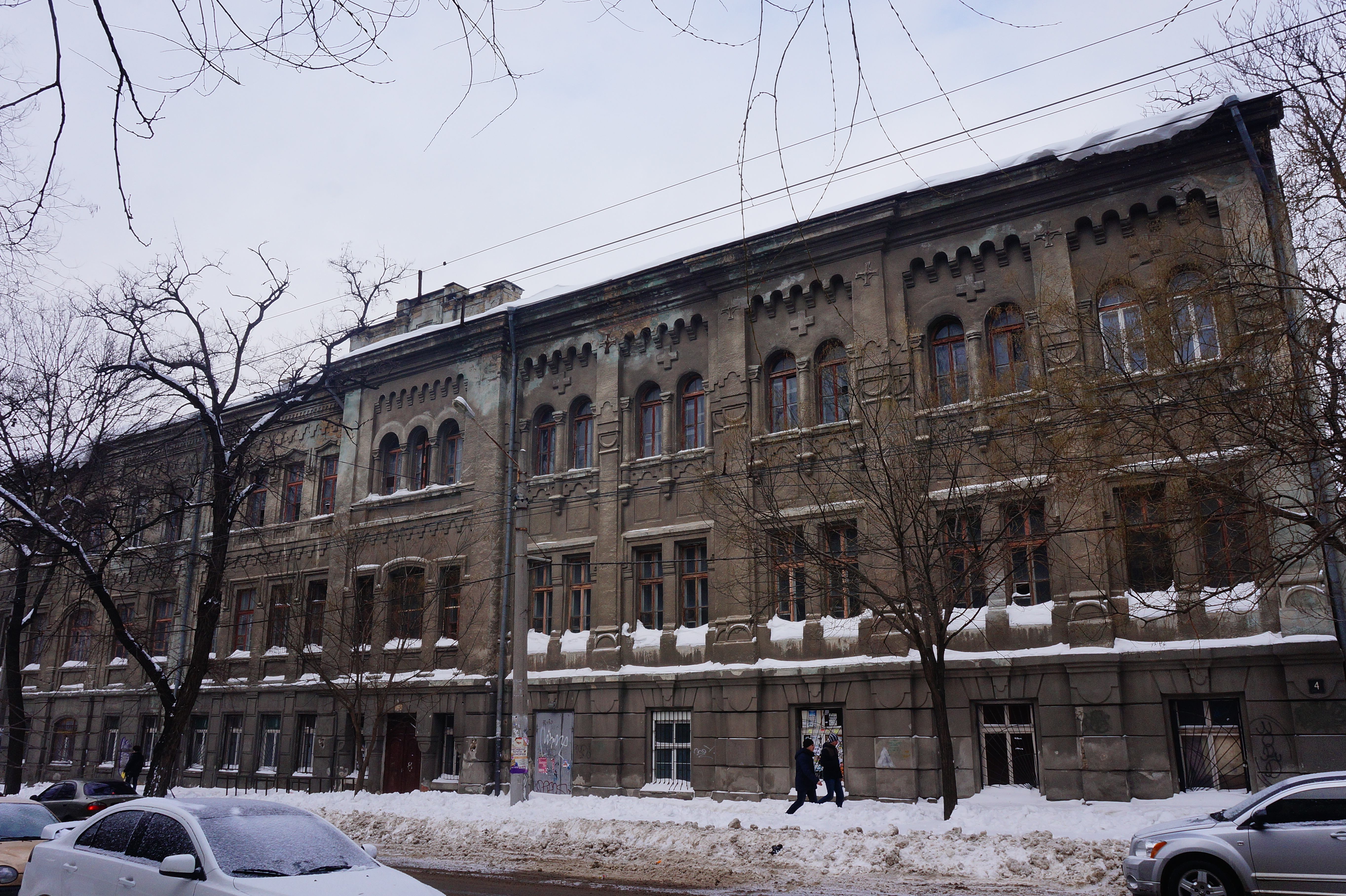
Головний корпус єпархіального училища, 1876
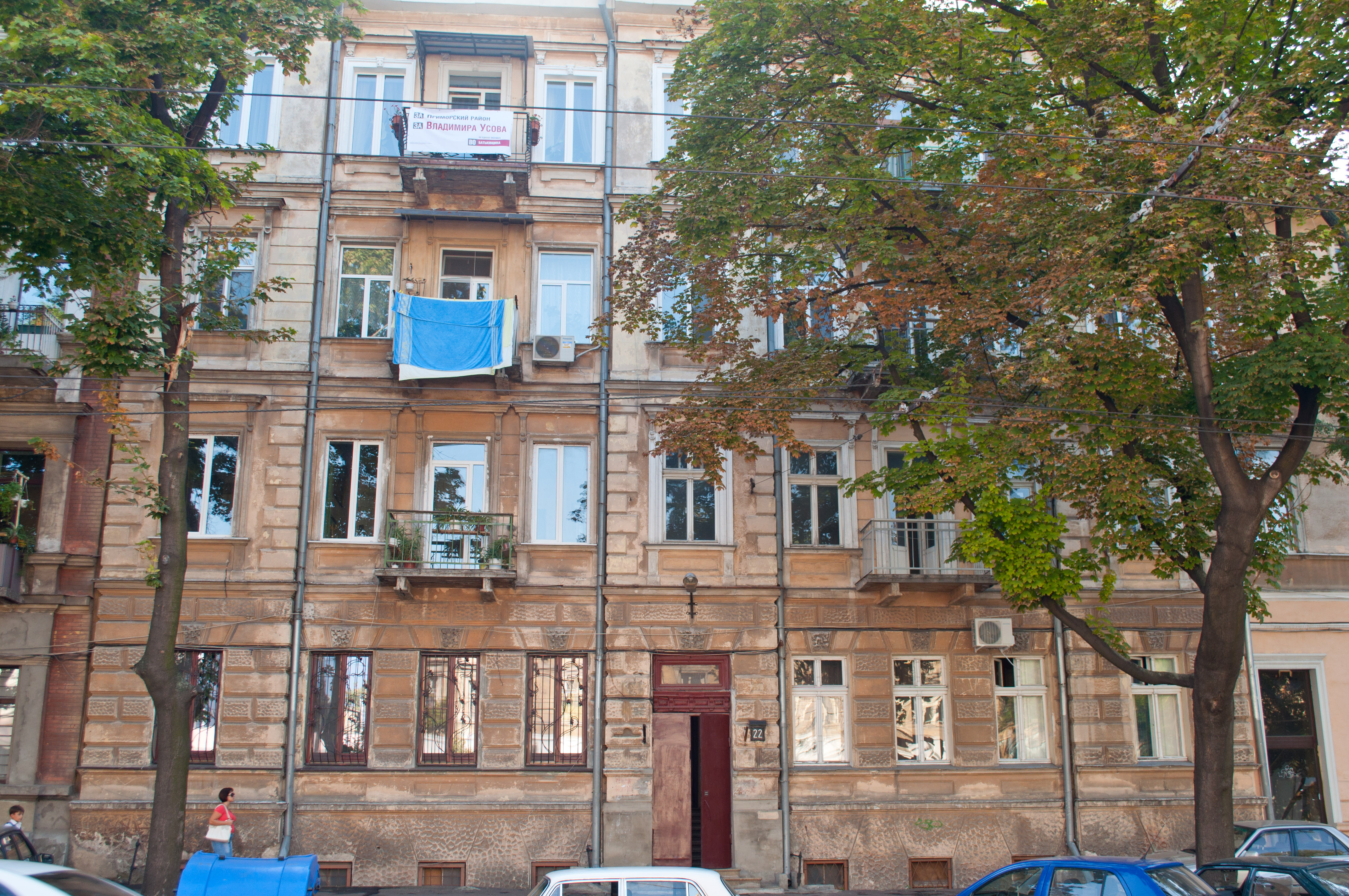
Будинок Даховської, 1890-і